# Emile Fryns
Emile Fryns (Nieuwpoort, 1914 - Gent, 1996) was een Belgisch kunstschilder.

## Levensloop
Emile Fryns was de zoon van hoteliers die in Nieuwpoort het "Hotel Fryns" uitbaatten.
Hij was leerling van Emile Ollevier aan de bescheiden Tekenschool in Nieuwpoort en nadien aan het kunstinstituut Ter Kameren in Brussel.
In hoofdberoep was hij leraar plastische opvoeding aan het RMS in Nieuwpoort, het Koninklijk Atheneum 1 Centrum Oostende en aan de Rijksnormaalschool in Gent.
Als creatief kunstenaar was hij kunstschilder met een voorliefde voor marines en landschappen.
Hij verzorgde 10 illustraties in linosnede bij de dichtbundel "Van Zee en Visschers" van de dichter Kamiel Top. De bundel verscheen in een oplage van 125 exemplaren.
Andere Nieuwpoortse kunstenaars uit zijn tijd waren Emile Ollevier en Gustaaf Buffel.

## Tentoonstellingen
- 1936, Oostende, Galerie Studio
- 2011, Nieuwpoort, Bibliotheek

## Verzamelingen
- Oostende, Mu.ZEE